# NGC 685
NGC 685 è una galassia a spirale barrata situata nella costellazione dell'Eridano, a una distanza di circa 59 milioni di anni luce dalla nostra Via Lattea.

## Scoperta
La galassia è stata scoperta il 3 ottobre 1834 dall'astronomo britannico John Herschel.

## Descrizione
NGC 685 ha una classe di luminosità III e presenta una larga riga a 21 cm dell'idrogeno neutro.

## Morfologia

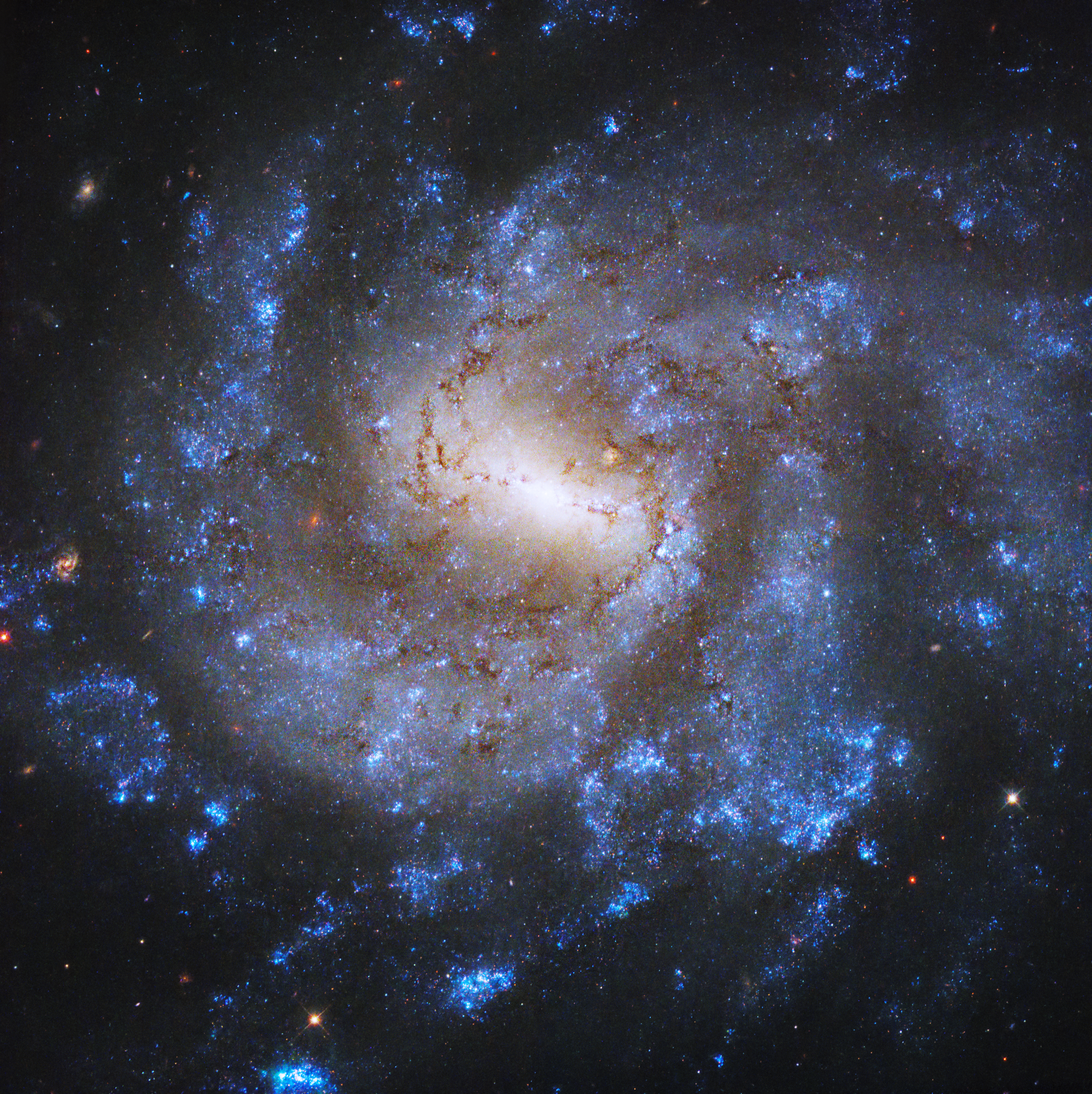
NGC 685 ripresa dal telescopio spaziale Hubble.

NGC 685 è stata utilizzata da Gérard de Vaucouleurs come esempio di galassia del tipo morfologico SB(rs)cd nel suo atlante delle galassie.
Eskridge, Frogel e Pogge nel loro articolo pubblicato nel 2002 con la descrizione della morfologia di 205 galassie, dicono che NGC 685 è di tipo SBcd nella banda B e nella banda H.  I bracci della galassia scompaiono dopo circa 270 gradi.